# Vòng loại Giải vô địch bóng đá nữ châu Âu 2009
Vòng loại Giải vô địch bóng đá nữ châu Âu 2009 được tổ chức từ tháng 11 năm 2006 tới tháng 10 năm 2008 nhằm xác định 11 đội cùng chủ nhà Phần Lan tham dự vòng chung kết.

## Vòng sơ loại
20 đội được chia làm năm bảng bốn đội. Năm đội đầu bảng lọt vào vòng loại chính cùng 25 đội được miễn vòng sơ loại.

### Bảng A1
tại Thổ Nhĩ Kỳ:
| Đội         | Đ | Tr | T | H | B | BT | BB |
| ----------- | - | -- | - | - | - | -- | -- |
| Bắc Ireland | 6 | 3  | 2 | 0 | 1 | 9  | 2  |
| Thổ Nhĩ Kỳ  | 6 | 3  | 2 | 0 | 1 | 11 | 2  |
| Croatia     | 6 | 3  | 2 | 0 | 1 | 9  | 6  |
| Gruzia      | 0 | 3  | 0 | 0 | 3 | 0  | 19 |

| Croatia                                                   | 6–0      | Gruzia |
| --------------------------------------------------------- | -------- | ------ |
| Landeka 26', 29' · Koljenik 49', 52', 90+2' · Bucifal 57' | Chi tiết |        |

| Bắc Ireland | 0–1      | Thổ Nhĩ Kỳ |
| ----------- | -------- | ---------- |
|             | Chi tiết | Erol 88'   |

| Croatia                    | 2–1      | Thổ Nhĩ Kỳ  |
| -------------------------- | -------- | ----------- |
| Koljenik 30' · Landeka 44' | Chi tiết | Özgüvenç 3' |

| Gruzia | 0–4      | Bắc Ireland                       |
| ------ | -------- | --------------------------------- |
|        | Chi tiết | Hutton 26', 49', 80' · Turner 81' |

| Bắc Ireland                                     | 5–1      | Croatia    |
| ----------------------------------------------- | -------- | ---------- |
| Corish 3' · Hutton 15' · McFadden 60', 66', 90' | Chi tiết | Joščak 77' |

| Thổ Nhĩ Kỳ                                                                                        | 9–0      | Gruzia |
| ------------------------------------------------------------------------------------------------- | -------- | ------ |
| Uraz 40', 76', 90' · Defterli 42', 66' · Şeker 52' · Yağ 53' · Özgüvenç 62' · Gogsadze 63' (l.n.) | Chi tiết |        |

### Bảng A2
tại Bosna và Hercegovina:
| Đội                  | Đ | Tr | T | H | B | BT | BB |
| -------------------- | - | -- | - | - | - | -- | -- |
| Israel               | 9 | 3  | 3 | 0 | 0 | 9  | 2  |
| Bosna và Hercegovina | 4 | 3  | 1 | 1 | 1 | 7  | 7  |
| Armenia              | 4 | 3  | 1 | 1 | 1 | 2  | 2  |
| Latvia               | 0 | 3  | 0 | 0 | 3 | 1  | 8  |

| Israel                            | 3–0      | Latvia |
| --------------------------------- | -------- | ------ |
| Gian 28' · Fhima 32' · Shenar 70' | Chi tiết |        |

| Bosna và Hercegovina | 1–1      | Armenia       |
| -------------------- | -------- | ------------- |
| Škrbić 83'           | Chi tiết | Kostanyan 32' |

| Israel    | 1–0      | Armenia |
| --------- | -------- | ------- |
| Shenar 5' | Chi tiết |         |

| Latvia      | 1–4      | Bosna và Hercegovina                |
| ----------- | -------- | ----------------------------------- |
| Verreva 29' | Chi tiết | Pehić 53', 63', 65' · A. Spahić 88' |

| Bosna và Hercegovina       | 2–5      | Israel                               |
| -------------------------- | -------- | ------------------------------------ |
| Škrbić 27' · Fetahović 46' | Chi tiết | Gian 13' · Shenar 23', 40', 81', 89' |

| Armenia       | 1–0      | Latvia |
| ------------- | -------- | ------ |
| Kostanyan 27' | Chi tiết |        |

### Bảng A3
tại Luxembourg:
| Đội        | Đ | Tr | T | H | B | BT | BB |
| ---------- | - | -- | - | - | - | -- | -- |
| Slovakia   | 9 | 3  | 3 | 0 | 0 | 15 | 0  |
| Luxembourg | 4 | 3  | 1 | 1 | 1 | 5  | 7  |
| Litva      | 2 | 3  | 0 | 2 | 1 | 1  | 4  |
| Malta      | 1 | 3  | 0 | 1 | 2 | 2  | 12 |

| Slovakia                                | 4–0      | Luxembourg |
| --------------------------------------- | -------- | ---------- |
| Dugovicová 55', 58' · Strožová 60', 80' | Chi tiết |            |

| Malta | 0–0      | Litva |
| ----- | -------- | ----- |
|       | Chi tiết |       |

| Slovakia                                     | 3–0      | Litva |
| -------------------------------------------- | -------- | ----- |
| Kolenová 18' · Dugovicová 41' · Strožová 81' | Chi tiết |       |

| Luxembourg                                  | 4–2      | Malta             |
| ------------------------------------------- | -------- | ----------------- |
| Birkel 41', 53' · Hansen 72' · Settanni 80' | Chi tiết | Carabott 11', 16' |

| Malta | 0–8      | Slovakia                                                                         |
| ----- | -------- | -------------------------------------------------------------------------------- |
|       | Chi tiết | Budošová 8', 53', 75' · Ondrušová 13' · Dugovicová 65', 76', 81' · Králiková 86' |

| Litva       | 1–1      | Luxembourg   |
| ----------- | -------- | ------------ |
| Bložytė 30' | Chi tiết | Leuchter 59' |

### Bảng A4
tại România:
| Đội        | Đ | Tr | T | H | B | BT | BB |
| ---------- | - | -- | - | - | - | -- | -- |
| România    | 9 | 3  | 3 | 0 | 0 | 10 | 1  |
| Bulgaria   | 6 | 3  | 2 | 0 | 1 | 8  | 1  |
| Azerbaijan | 3 | 3  | 1 | 0 | 2 | 4  | 9  |
| Estonia    | 0 | 3  | 0 | 0 | 3 | 2  | 13 |

| România                                              | 4–1      | Azerbaijan     |
| ---------------------------------------------------- | -------- | -------------- |
| Olar-Spânu 29' · Pavel 61' · Laiu 73' · Striblea 87' | Chi tiết | Milyukhina 59' |

| Estonia | 0–5      | Bulgaria                                            |
| ------- | -------- | --------------------------------------------------- |
|         | Chi tiết | Kostova 14', 21' (ph.đ.), 34', 50' · Petrakieva 37' |

| Azerbaijan                        | 3–2      | Estonia               |
| --------------------------------- | -------- | --------------------- |
| Osmanova 17' · Vasilyeva 81', 83' | Chi tiết | Vaher 6' · Jaadla 59' |

| România   | 1–0      | Bulgaria |
| --------- | -------- | -------- |
| Pavel 66' | Chi tiết |          |

| Estonia | 0–5      | România                                                      |
| ------- | -------- | ------------------------------------------------------------ |
|         | Chi tiết | Olar-Spânu 3' · Pavel 9' · Prundaru 14' · Laiu 35' · Rus 36' |

| Bulgaria                                 | 3–0      | Azerbaijan |
| ---------------------------------------- | -------- | ---------- |
| Kostova 13' · Petrakieva 36' · Peeva 55' | Chi tiết |            |

### Bảng A5
tại Macedonia:
| Đội            | Đ | Tr | T | H | B | BT | BB | HS  |
| -------------- | - | -- | - | - | - | -- | -- | --- |
| Wales          | 9 | 3  | 3 | 0 | 0 | 10 | 2  | +8  |
| Kazakhstan     | 6 | 3  | 2 | 0 | 1 | 3  | 2  | +1  |
| Quần đảo Faroe | 3 | 3  | 1 | 0 | 2 | 8  | 3  | +5  |
| Bắc Macedonia  | 0 | 3  | 0 | 0 | 3 | 0  | 14 | -14 |

| Wales                 | 2–1      | Quần đảo Faroe  |
| --------------------- | -------- | --------------- |
| Foster 32' · Holt 90' | Chi tiết | Josephsen 90+2' |

| Kazakhstan      | 1–0      | Bắc Macedonia |
| --------------- | -------- | ------------- |
| Kirgizbaeva 59' | Chi tiết |               |

| Wales                                                            | 6–0      | Bắc Macedonia |
| ---------------------------------------------------------------- | -------- | ------------- |
| Harries 9' · Ludlow 15' · Green 24' · Foster 36', 60' · Holt 54' | Chi tiết |               |

| Quần đảo Faroe | 0–1      | Kazakhstan |
| -------------- | -------- | ---------- |
|                | Chi tiết | Li 8'      |

| Kazakhstan | 1–2      | Wales                    |
| ---------- | -------- | ------------------------ |
| Yalova 56' | Chi tiết | Harries 23' · Ludlow 73' |

| Bắc Macedonia | 0–7      | Quần đảo Faroe                                                      |
| ------------- | -------- | ------------------------------------------------------------------- |
|               | Chi tiết | Josephsen 21', 62' · Andreasen 25', 28', 50', 73' · Kristiansen 57' |

## Vòng loại chính
Sáu đội đầu bảng lọt thắng vào vòng chung kết. Sáu đội á quân và bốn đội thứ ba có thành tích tốt nhất tiến vào vòng play-off.

### Bảng 1
| Đội          | Đ  | Tr | T | H | B | BT | BB | HS  |
| ------------ | -- | -- | - | - | - | -- | -- | --- |
| Anh          | 20 | 8  | 6 | 2 | 0 | 24 | 4  | +20 |
| Tây Ban Nha  | 17 | 8  | 5 | 2 | 1 | 24 | 7  | +17 |
| Cộng hòa Séc | 14 | 8  | 4 | 2 | 2 | 18 | 14 | +4  |
| Belarus      | 4  | 8  | 1 | 1 | 6 | 10 | 27 | −17 |
| Bắc Ireland  | 1  | 8  | 0 | 1 | 7 | 2  | 26 | −24 |

| Anh                                                            | 4–0      | Bắc Ireland |
| -------------------------------------------------------------- | -------- | ----------- |
| K. Smith 52' · Harkin 66' (l.n.) · Chapman 73' · Sanderson 77' | Chi tiết |             |

| Bắc Ireland  | 1–3      | Cộng hòa Séc            |
| ------------ | -------- | ----------------------- |
| McFadden 10' | Chi tiết | Chlumecká 11', 81', 85' |

| Belarus | 0–3      | Tây Ban Nha                            |
| ------- | -------- | -------------------------------------- |
|         | Chi tiết | Vázquez 53' · Azagra 67' · Jiménez 84' |

| Belarus                                                              | 5–0      | Bắc Ireland |
| -------------------------------------------------------------------- | -------- | ----------- |
| Kazeeva 26' · Tatarynova 49', 90' · Davydovich 57' · Kuzniatsova 80' | Chi tiết |             |

| Belarus        | 1–4      | Cộng hòa Séc                                |
| -------------- | -------- | ------------------------------------------- |
| Kuzniatsova 4' | Chi tiết | Heroldová 8' · Ščasná 33', 57' (ph.đ.), 61' |

| Anh                                          | 4–0      | Belarus |
| -------------------------------------------- | -------- | ------- |
| A. Scott 10', 64' · K. Smith 32' · Aluko 48' | Chi tiết |         |

| Cộng hòa Séc                      | 2–2      | Tây Ban Nha                 |
| --------------------------------- | -------- | --------------------------- |
| I. Martínková 18' · Šmeralová 78' | Chi tiết | Martín 35' · Vilanova 90+4' |

| Anh        | 1–0      | Tây Ban Nha |
| ---------- | -------- | ----------- |
| Carney 64' | Chi tiết |             |

| Tây Ban Nha                                         | 4–0      | Bắc Ireland |
| --------------------------------------------------- | -------- | ----------- |
| Del Río 17' · Bermúdez 27' · Vilas 59' · García 74' | Chi tiết |             |

| Bắc Ireland | 0–2      | Anh                      |
| ----------- | -------- | ------------------------ |
|             | Chi tiết | Williams 18' · White 84' |

| Anh | 0–0      | Cộng hòa Séc |
| --- | -------- | ------------ |
|     | Chi tiết |              |

| Cộng hòa Séc                                                                  | 4–0      | Bắc Ireland |
| ----------------------------------------------------------------------------- | -------- | ----------- |
| Šmeralová 21' · L. Martínková 43' · I. Martínková 79' (ph.đ.) · Došková 90+3' | Chi tiết |             |

| Tây Ban Nha                                                 | 6–1      | Belarus   |
| ----------------------------------------------------------- | -------- | --------- |
| Vázquez 11', 40' · Romero 28', 90' · Cuesta 68' · Pérez 88' | Chi tiết | Shpak 36' |

| Belarus       | 1–6      | Anh                                                             |
| ------------- | -------- | --------------------------------------------------------------- |
| Ryzhevich 30' | Chi tiết | J. Scott 1' · Williams 7', 25', 87' · Sanderson 44' · White 90' |

| Tây Ban Nha                                                     | 4–1      | Cộng hòa Séc  |
| --------------------------------------------------------------- | -------- | ------------- |
| Gimbert 46' (ph.đ.) · Boquete 57', 90+2' (ph.đ.) · Torrejón 84' | Chi tiết | Heroldová 33' |

| Bắc Ireland | 0–3      | Tây Ban Nha                   |
| ----------- | -------- | ----------------------------- |
|             | Chi tiết | Vázquez 9', 11' · Boquete 72' |

| Cộng hòa Séc                           | 3–1      | Belarus   |
| -------------------------------------- | -------- | --------- |
| Ringelová 19' · L. Martínková 51', 81' | Chi tiết | Kiose 62' |

| Bắc Ireland | 1–1      | Belarus   |
| ----------- | -------- | --------- |
| Hall 40'    | Chi tiết | Kiose 84' |

| Cộng hòa Séc | 1–5      | Anh                                                          |
| ------------ | -------- | ------------------------------------------------------------ |
| Došková 28'  | Chi tiết | Westwood 61' · K. Smith 79', 86' · Carney 81' · J. Scott 83' |

| Tây Ban Nha               | 2 – 2    | Anh                       |
| ------------------------- | -------- | ------------------------- |
| Boquete 8' · Bermúdez 42' | Chi tiết | Carney 54' · K. Smith 76' |

### Bảng 2
| Đội              | Đ  | Tr | T | H | B | BT | BB | HS  |
| ---------------- | -- | -- | - | - | - | -- | -- | --- |
| Thụy Điển        | 24 | 8  | 8 | 0 | 0 | 31 | 0  | +31 |
| Ý                | 18 | 8  | 6 | 0 | 2 | 23 | 7  | +16 |
| Cộng hòa Ireland | 12 | 8  | 4 | 0 | 4 | 10 | 14 | −4  |
| România          | 4  | 8  | 1 | 1 | 6 | 8  | 28 | −20 |
| Hungary          | 1  | 8  | 0 | 1 | 7 | 6  | 29 | −23 |

| Cộng hòa Ireland       | 2–1      | Hungary    |
| ---------------------- | -------- | ---------- |
| Taylor 43' · Byrne 50' | Chi tiết | Gáspár 28' |

| Ý | 0–2      | Thụy Điển                 |
| - | -------- | ------------------------- |
|   | Chi tiết | Seger 42' · Fischer 90+3' |

| Hungary                       | 3–3      | România                                 |
| ----------------------------- | -------- | --------------------------------------- |
| Jakab 40', 68' · Milassin 89' | Chi tiết | Olar-Spânu 31' · Rus 38' · Pufulete 87' |

| Cộng hòa Ireland | 1–2      | Ý                         |
| ---------------- | -------- | ------------------------- |
| O'Toole 76'      | Chi tiết | Paliotti 40' · Panico 59' |

| România | 0–7      | Thụy Điển                                                   |
| ------- | -------- | ----------------------------------------------------------- |
|         | Chi tiết | Svensson 6', 25', 35', 38', 68' · Sjögran 14' · Schelin 75' |

| Thụy Điển                                                                           | 7–0      | Hungary |
| ----------------------------------------------------------------------------------- | -------- | ------- |
| Svensson 12', 86' · Marklund 16' · Sjögran 22' · Segerström 52', 88' · Lundin 90+1' | Chi tiết |         |

| România | 0–2      | Cộng hòa Ireland |
| ------- | -------- | ---------------- |
|         | Chi tiết | Curtis 12', 14'  |

| Hungary           | 1–3      | Ý                                     |
| ----------------- | -------- | ------------------------------------- |
| Pádár 70' (ph.đ.) | Chi tiết | D'Adda 58' · Panico 76' · Tuttino 87' |

| Cộng hòa Ireland         | 2–1      | România      |
| ------------------------ | -------- | ------------ |
| O'Brien 18' · Curtis 31' | Chi tiết | Pufulete 40' |

| Ý                                                          | 5–0      | România |
| ---------------------------------------------------------- | -------- | ------- |
| Boni 27' · Panico 41' · Paliotti 60', 66' · Gabbiadini 68' | Chi tiết |         |

| Ý                                                       | 4–1      | Cộng hòa Ireland |
| ------------------------------------------------------- | -------- | ---------------- |
| Fuselli 83' · Gabbiadini 85' · Panico 86' · Conti 90+1' | Chi tiết | Taylor 13'       |

| Hungary | 0–2      | Cộng hòa Ireland        |
| ------- | -------- | ----------------------- |
|         | Chi tiết | O'Brien 1' · Curtis 63' |

| Hungary | 0–6      | Thụy Điển                                                               |
| ------- | -------- | ----------------------------------------------------------------------- |
|         | Chi tiết | Karlsson 12' · Larsson 23' · Lundin 34', 69' · Fischer 37' · Edlund 79' |

| Thụy Điển     | 1–0      | Ý |
| ------------- | -------- | - |
| Landström 90' | Chi tiết |   |

| România        | 1–6      | Ý                                                                              |
| -------------- | -------- | ------------------------------------------------------------------------------ |
| Olar-Spânu 29' | Chi tiết | Gabbiadini 13', 67' · Panico 26' · Zorri 41' (ph.đ.) · Conti 48' · Fuselli 85' |

| România                               | 3–1      | Hungary   |
| ------------------------------------- | -------- | --------- |
| Amza 9' · Olar-Spânu 31' · Sârghe 82' | Chi tiết | Pádár 16' |

| Cộng hòa Ireland | 0–5      | Thụy Điển                                                   |
| ---------------- | -------- | ----------------------------------------------------------- |
|                  | Chi tiết | Westberg 18', 73' · Svensson 23' · Öqvist 28' · Schelin 86' |

| Thụy Điển                 | 2–0      | România |
| ------------------------- | -------- | ------- |
| Sjögran 32' · Fischer 37' | Chi tiết |         |

| Thụy Điển  | 1–0      | Cộng hòa Ireland |
| ---------- | -------- | ---------------- |
| Edlund 42' | Chi tiết |                  |

| Ý                  | 3–0      | Hungary |
| ------------------ | -------- | ------- |
| Tona 19', 31', 54' | Chi tiết |         |

### Bảng 3
| Đội      | Đ  | Tr | T | H | B | BT | BB | HS  |
| -------- | -- | -- | - | - | - | -- | -- | --- |
| Pháp     | 21 | 8  | 7 | 0 | 1 | 31 | 2  | +29 |
| Iceland  | 18 | 8  | 6 | 0 | 2 | 27 | 4  | +23 |
| Slovenia | 12 | 8  | 4 | 0 | 4 | 14 | 24 | −10 |
| Serbia   | 6  | 8  | 2 | 0 | 6 | 11 | 24 | −13 |
| Hy Lạp   | 3  | 8  | 1 | 0 | 7 | 7  | 36 | −29 |

| Pháp                                                          | 6–0      | Hy Lạp |
| ------------------------------------------------------------- | -------- | ------ |
| Abily 25', 40', 81' · Soubeyrand 32' · Necib 41' · Lattaf 88' | Chi tiết |        |

| Slovenia | 0–5      | Serbia                                                                     |
| -------- | -------- | -------------------------------------------------------------------------- |
|          | Chi tiết | Sretenović 57', 78' · Stanojević 62' · Randelovic 66' · Dimitrijević 90+3' |

| Pháp                                                                        | 6–0      | Slovenia |
| --------------------------------------------------------------------------- | -------- | -------- |
| Abily 27' · Bussaglia 35' · Benak 50' (l.n.) · Lattaf 69', 75' · Thiney 79' | Chi tiết |          |

| Hy Lạp | 0–3      | Iceland                                                       |
| ------ | -------- | ------------------------------------------------------------- |
|        | Chi tiết | Viðarsdóttir 9' (ph.đ.) · Helgadóttir 14' · Samúelsdóttir 89' |

| Iceland          | 1–0      | Pháp |
| ---------------- | -------- | ---- |
| Viðarsdóttir 81' | Chi tiết |      |

| Iceland                                                                                      | 5–0      | Serbia |
| -------------------------------------------------------------------------------------------- | -------- | ------ |
| Stefánsdóttir 3' · Lárusdóttir 23' · Jónsdóttir 58' · Viðarsdóttir 81' · Šiškovič 86' (l.n.) | Chi tiết |        |

| Serbia           | 1–2      | Hy Lạp                         |
| ---------------- | -------- | ------------------------------ |
| Dimitrijević 71' | Chi tiết | Panteliadou 23' · Tsoukala 73' |

| Slovenia                           | 2–1      | Iceland         |
| ---------------------------------- | -------- | --------------- |
| Benak 13' · Milenkovič 14' (ph.đ.) | Chi tiết | Viðarsdóttir 5' |

| Serbia | 0–8      | Pháp                                                                                              |
| ------ | -------- | ------------------------------------------------------------------------------------------------- |
|        | Chi tiết | Traïkia 12' · Abily 25' · Nécib 56' · Brétigny 62' · Thomis 64', 68' · Thiney 72' · Bussaglia 73' |

| Slovenia | 0–2      | Pháp                       |
| -------- | -------- | -------------------------- |
|          | Chi tiết | Bussaglia 67' · Thomis 81' |

| Hy Lạp | 0–5      | Pháp                                                                   |
| ------ | -------- | ---------------------------------------------------------------------- |
|        | Chi tiết | Soubeyrand 39' · Herbert 49' · Bompastor 70' · Franco 85' · Thomis 90' |

| Serbia | 0–3      | Slovenia           |
| ------ | -------- | ------------------ |
|        | Chi tiết | Zver 58', 85', 88' |

| Pháp              | 2–0      | Serbia |
| ----------------- | -------- | ------ |
| Brétigny 53', 71' | Chi tiết |        |

| Serbia | 0–4      | Iceland                                                       |
| ------ | -------- | ------------------------------------------------------------- |
|        | Chi tiết | Viðarsdóttir 3', 68' · S. Gunnarsdóttir 47' · Ómarsdóttir 70' |

| Slovenia                              | 3–1      | Hy Lạp         |
| ------------------------------------- | -------- | -------------- |
| Benak 36' · Zver 38' · Petrović 90+1' | Chi tiết | Arvanitaki 31' |

| Iceland                                                               | 5–0      | Slovenia |
| --------------------------------------------------------------------- | -------- | -------- |
| Viðarsdóttir 11' (ph.đ.), 25', 50' · Jónsdóttir 62' · Ómarsdóttir 88' | Chi tiết |          |

| Iceland                                                                                   | 7–0      | Hy Lạp |
| ----------------------------------------------------------------------------------------- | -------- | ------ |
| S Gunnarsdóttir 4' · Magnusdottir 13', 53', 56' · Viðarsdóttir 30', 68' · Ómarsdóttir 66' | Chi tiết |        |

| Hy Lạp | 0–5      | Serbia                                                   |
| ------ | -------- | -------------------------------------------------------- |
|        | Chi tiết | Dimitrijević 5', 24' · Sretenović 11', 76' · Malimić 83' |

| Pháp                        | 2–1      | Iceland        |
| --------------------------- | -------- | -------------- |
| Soubeyrand 6' · Herbert 50' | Chi tiết | Jónsdóttir 47' |

| Hy Lạp                                                   | 4–6      | Slovenia                                               |
| -------------------------------------------------------- | -------- | ------------------------------------------------------ |
| Arvanitaki 26', 88' · Papadopoulou 63' · Panteliadou 76' | Chi tiết | Zver 14', 83', 85' · Milkovič 19', 47' · Maleševič 78' |

### Bảng 4
| Đội     | Đ  | Tr | T | H | B | BT | BB | HS  |
| ------- | -- | -- | - | - | - | -- | -- | --- |
| Đức     | 24 | 8  | 8 | 0 | 0 | 34 | 1  | +33 |
| Hà Lan  | 12 | 8  | 3 | 3 | 2 | 12 | 12 | 0   |
| Thụy Sĩ | 11 | 8  | 3 | 2 | 3 | 9  | 16 | −7  |
| Bỉ      | 10 | 8  | 3 | 1 | 4 | 7  | 15 | −8  |
| Wales   | 0  | 8  | 0 | 0 | 8 | 1  | 19 | −18 |

| Đức                                                               | 5 – 1    | Hà Lan    |
| ----------------------------------------------------------------- | -------- | --------- |
| Prinz 31' · Mittag 34' · Lingor 48' (ph.đ.), 68' · Garefrekes 67' | Chi tiết | Torny 17' |

| Thụy Sĩ      | 1 – 0    | Bỉ |
| ------------ | -------- | -- |
| Schäpper 16' | Chi tiết |    |

| Thụy Sĩ                    | 2 – 2    | Hà Lan                  |
| -------------------------- | -------- | ----------------------- |
| Schäpper 35' · Meyer 90+3' | Chi tiết | Melis 14' · van Eyk 84' |

| Wales | 0 – 6    | Đức                                                              |
| ----- | -------- | ---------------------------------------------------------------- |
|       | Chi tiết | Prinz 8', 18', 87' · Stegemann 44' · Garefrekes 81' · Müller 86' |

| Đức                                                                    | 7 – 0    | Thụy Sĩ |
| ---------------------------------------------------------------------- | -------- | ------- |
| Smisek 14' · Behringer 16', 35' · Prinz 33' · Garefrekes 52', 64', 90' | Chi tiết |         |

| Hà Lan               | 2 – 1    | Wales     |
| -------------------- | -------- | --------- |
| Melis 47' · Smit 64' | Chi tiết | Jones 75' |

| Wales | 0 – 2    | Thụy Sĩ              |
| ----- | -------- | -------------------- |
|       | Chi tiết | Graf 41' · Moser 83' |

| Đức                                     | 3 – 0    | Bỉ |
| --------------------------------------- | -------- | -- |
| Garefrekes 8' · Minnert 11' · Prinz 74' | Chi tiết |    |

| Bỉ        | 1 – 0    | Wales |
| --------- | -------- | ----- |
| Zeler 75' | Chi tiết |       |

| Hà Lan | 0 – 1    | Đức       |
| ------ | -------- | --------- |
|        | Chi tiết | Krahn 36' |

| Wales | 0 – 1    | Bỉ       |
| ----- | -------- | -------- |
|       | Chi tiết | Maes 69' |

| Wales | 0 – 1    | Hà Lan    |
| ----- | -------- | --------- |
|       | Chi tiết | Melis 47' |

| Bỉ               | 2 – 2    | Hà Lan                             |
| ---------------- | -------- | ---------------------------------- |
| Verelst 41', 56' | Chi tiết | Hoogendijk 45+1' · Manon Melis 89' |

| Bỉ                           | 3 – 1    | Thụy Sĩ   |
| ---------------------------- | -------- | --------- |
| Maes 25', 88' · Cayman 90+1' | Chi tiết | Bürki 38' |

| Bỉ | 0 – 5    | Đức                                                   |
| -- | -------- | ----------------------------------------------------- |
|    | Chi tiết | Pohlers 20', 58' · Garefrekes 52', 59' · Bresonik 78' |

| Thụy Sĩ                     | 2 – 0    | Wales |
| --------------------------- | -------- | ----- |
| Dickenmann 44', 76' (ph.đ.) | Chi tiết |       |

| Đức                                                 | 4 – 0    | Wales |
| --------------------------------------------------- | -------- | ----- |
| Hingst 9' · Pohlers 12' · Krahn 30' · Behringer 77' | Chi tiết |       |

| Hà Lan    | 1 – 1    | Thụy Sĩ           |
| --------- | -------- | ----------------- |
| Melis 58' | Chi tiết | Grundbacher 90+1' |

| Hà Lan                               | 3 – 0    | Bỉ |
| ------------------------------------ | -------- | -- |
| Melis 17', 52' · Stevens 60' (ph.đ.) | Chi tiết |    |

| Thụy Sĩ | 0 – 3    | Đức                                         |
| ------- | -------- | ------------------------------------------- |
|         | Chi tiết | Garefrekes 20' · Behringer 33' · Smisek 76' |

### Bảng 5
| Đội        | Đ  | Tr | T | H | B | BT | BB | HS  |
| ---------- | -- | -- | - | - | - | -- | -- | --- |
| Đan Mạch   | 21 | 8  | 7 | 0 | 1 | 23 | 5  | +18 |
| Ukraina    | 19 | 8  | 6 | 1 | 1 | 15 | 3  | +12 |
| Scotland   | 10 | 8  | 3 | 1 | 4 | 15 | 7  | +8  |
| Slovakia   | 6  | 8  | 2 | 0 | 6 | 5  | 29 | −24 |
| Bồ Đào Nha | 2  | 8  | 0 | 2 | 6 | 4  | 18 | −14 |

| Slovakia                   | 2–1      | Bồ Đào Nha           |
| -------------------------- | -------- | -------------------- |
| Lukácsová 68' (ph.đ.), 71' | Chi tiết | Zubková 90+4' (l.n.) |

| Scotland | 0–0      | Bồ Đào Nha |
| -------- | -------- | ---------- |
|          | Chi tiết |            |

| Slovakia | 0–4      | Ukraina                                                  |
| -------- | -------- | -------------------------------------------------------- |
|          | Chi tiết | Djatel 5' · Pekur 16' · Apanaschenko 38' · Khodyreva 79' |

| Ukraina                    | 2–1      | Scotland     |
| -------------------------- | -------- | ------------ |
| Zinchenko 44' · Chorna 67' | Chi tiết | Fleeting 68' |

| Ukraina                                                             | 5–0      | Slovakia |
| ------------------------------------------------------------------- | -------- | -------- |
| Frishko 2', 53' · Zinchenko 16' (ph.đ.) · Pekur 26' · Khodyreva 47' | Chi tiết |          |

| Slovakia | 0–3      | Scotland                            |
| -------- | -------- | ----------------------------------- |
|          | Chi tiết | Kerr 2' · Hamill 16' · Fleeting 71' |

| Đan Mạch                                                 | 5–1      | Bồ Đào Nha    |
| -------------------------------------------------------- | -------- | ------------- |
| M. Pedersen 40', 82' · Pape 51', 71' · Sand Andersen 60' | Chi tiết | Fernandes 41' |

| Scotland | 0–1      | Đan Mạch        |
| -------- | -------- | --------------- |
|          | Chi tiết | M. Pedersen 62' |

| Bồ Đào Nha | 0–1      | Slovakia     |
| ---------- | -------- | ------------ |
|            | Chi tiết | Budošová 11' |

| Bồ Đào Nha | 0–1      | Ukraina       |
| ---------- | -------- | ------------- |
|            | Chi tiết | Zinchenko 70' |

| Slovakia    | 1–4      | Đan Mạch                          |
| ----------- | -------- | --------------------------------- |
| Zubková 70' | Chi tiết | Pape 6', 55' · Rasmussen 16', 47' |

| Đan Mạch                           | 2–1      | Scotland    |
| ---------------------------------- | -------- | ----------- |
| Sand Andersen 50' · M Pedersen 67' | Chi tiết | Sneddon 28' |

| Bồ Đào Nha    | 1–4      | Scotland                                     |
| ------------- | -------- | -------------------------------------------- |
| Fernandes 44' | Chi tiết | Beattie 12' · Fleeting 20', 25', 38' (ph.đ.) |

| Bồ Đào Nha | 0–4      | Đan Mạch                                        |
| ---------- | -------- | ----------------------------------------------- |
|            | Chi tiết | Rasmussen 18' · Pape 53' · M. Pedersen 71', 78' |

| Đan Mạch                                                   | 6–1      | Slovakia      |
| ---------------------------------------------------------- | -------- | ------------- |
| Andersen 25' · M. Pedersen 35', 62', 90+1' · Pape 61', 81' | Chi tiết | Lukácsová 44' |

| Scotland | 0–1      | Ukraina         |
| -------- | -------- | --------------- |
|          | Chi tiết | Apanaschenko 9' |

| Ukraina          | 1–0      | Đan Mạch |
| ---------------- | -------- | -------- |
| Apanaschenko 28' | Chi tiết |          |

| Ukraina        | 1–1      | Bồ Đào Nha      |
| -------------- | -------- | --------------- |
| Sukhorukova 6' | Chi tiết | Fernandes 45+1' |

| Scotland                                                              | 6–0      | Slovakia |
| --------------------------------------------------------------------- | -------- | -------- |
| Beattie 26' · Fleeting 32', 68' · Hamill 38' · Little 51' · Grant 86' | Chi tiết |          |

| Đan Mạch        | 1–0      | Ukraina |
| --------------- | -------- | ------- |
| M. Pedersen 63' | Chi tiết |         |

### Bảng 6
| Đội    | Đ  | Tr | T | H | B | BT | BB | HS  |
| ------ | -- | -- | - | - | - | -- | -- | --- |
| Na Uy  | 22 | 8  | 7 | 1 | 0 | 26 | 0  | +26 |
| Nga    | 19 | 8  | 6 | 1 | 1 | 25 | 7  | +18 |
| Áo     | 9  | 8  | 3 | 0 | 5 | 13 | 18 | −5  |
| Ba Lan | 7  | 8  | 2 | 1 | 5 | 11 | 20 | −9  |
| Israel | 1  | 8  | 0 | 1 | 7 | 3  | 33 | −30 |

| Áo | 0–1      | Ba Lan     |
| -- | -------- | ---------- |
|    | Chi tiết | Żelazko 8' |

| Israel                 | 2–2      | Ba Lan                      |
| ---------------------- | -------- | --------------------------- |
| Erez 32' · Shelina 38' | Chi tiết | Żelazko 30' · Rytwińska 41' |

| Israel | 0–6      | Nga                                                                     |
| ------ | -------- | ----------------------------------------------------------------------- |
|        | Chi tiết | Kurochkina 29' · Kremleva 45' · Mokshanova 54' 59' 70' · Shmachkova 79' |

| Nga                               | 3–1      | Ba Lan            |
| --------------------------------- | -------- | ----------------- |
| Morozova 15' · Kurochkina 26' 63' | Chi tiết | Stobba 5' (ph.đ.) |

| Israel | 0–3      | Na Uy                          |
| ------ | -------- | ------------------------------ |
|        | Chi tiết | Gulbrandsen 50' 73' · Wiik 78' |

| Ba Lan                                          | 4–1      | Israel    |
| ----------------------------------------------- | -------- | --------- |
| Stobba 1' 25' · Gawrońska 34' · Maciaszczyk 44' | Chi tiết | Ohana 60' |

| Na Uy                                    | 3–0      | Áo |
| ---------------------------------------- | -------- | -- |
| Gulbrandsen 45' · Wiik 73' · Rønning 90' | Chi tiết |    |

| Áo          | 1–5      | Nga                                                         |
| ----------- | -------- | ----------------------------------------------------------- |
| Fuhrmann 6' | Chi tiết | Kurochkina 36'' · Mokshanova 48' 65' · Barbashina 62' 90+3' |

| Áo                                              | 5–0      | Israel |
| ----------------------------------------------- | -------- | ------ |
| Wenninger 5' · Burger 48' 72' 90' · Celouch 74' | Chi tiết |        |

| Na Uy                                   | 3–0      | Nga |
| --------------------------------------- | -------- | --- |
| Wiik 23' · Gulbrandsen 62' · Kaurin 88' | Chi tiết |     |

| Na Uy                                                                                     | 7–0      | Israel |
| ----------------------------------------------------------------------------------------- | -------- | ------ |
| Wiik 12' 45' · Gulbrandsen 19' 82' · Mykjåland 52' · Christensen 54' · Nordby 75' (ph.đ.) | Chi tiết |        |

| Na Uy                                       | 3–0      | Ba Lan |
| ------------------------------------------- | -------- | ------ |
| Storløkken 19' · Gulbrandsen 39' · Wiik 46' | Chi tiết |        |

| Ba Lan                  | 2–4      | Áo                                       |
| ----------------------- | -------- | ---------------------------------------- |
| Winczo 58' · Stobba 89' | Chi tiết | Gröbner 7' · Aigner 27' · Burger 40' 71' |

| Nga                                                         | 4–0      | Israel |
| ----------------------------------------------------------- | -------- | ------ |
| Letyushova 9' 22' · Mokshanova 59' (ph.đ.) · Barbashina 67' | Chi tiết |        |

| Áo | 0–4      | Na Uy                                  |
| -- | -------- | -------------------------------------- |
|    | Chi tiết | Mykjåland 7' 58' 74' · Gulbrandsen 19' |

| Israel | 0–2      | Áo                     |
| ------ | -------- | ---------------------- |
|        | Chi tiết | Tieber 9' · Burger 43' |

| Ba Lan | 0–3      | Na Uy                                           |
| ------ | -------- | ----------------------------------------------- |
|        | Chi tiết | Gulbrandsen 38' · Mykjåland 50' · Herlovsen 88' |

| Nga                             | 3–1      | Áo         |
| ------------------------------- | -------- | ---------- |
| Mokshanova 5' 29' · Petrova 25' | Chi tiết | Aigner 33' |

| Ba Lan        | 1–4      | Nga                                                           |
| ------------- | -------- | ------------------------------------------------------------- |
| Rytwińska 83' | Chi tiết | Savchenkova 53' · Mokshanova 58' 85' (ph.đ.) · Kharchenko 81' |

| Nga | 0–0      | Na Uy |
| --- | -------- | ----- |
|     | Chi tiết |       |

### Các đội thứ ba
| Đội              | Đ | Tr | T | H | B | BT | BB | HS  |
| ---------------- | - | -- | - | - | - | -- | -- | --- |
| Cộng hòa Séc     | 8 | 6  | 2 | 2 | 2 | 11 | 13 | −2  |
| Scotland         | 6 | 6  | 2 | 0 | 4 | 11 | 6  | 5   |
| Cộng hòa Ireland | 6 | 6  | 2 | 0 | 4 | 6  | 13 | −7  |
| Slovenia         | 6 | 6  | 2 | 0 | 4 | 5  | 19 | −14 |
| Thụy Sĩ          | 5 | 6  | 1 | 2 | 3 | 5  | 16 | −11 |
| Áo               | 3 | 6  | 1 | 0 | 5 | 6  | 18 | −12 |

## Play-off

### Lượt đi
| Cộng hòa Ireland | 1–1      | Iceland         |
| ---------------- | -------- | --------------- |
| Curtis 63'       | Chi tiết | Magnúsdóttir 2' |

| Cộng hòa Séc | 0–1      | Ý          |
| ------------ | -------- | ---------- |
|              | Chi tiết | Panico 88' |

| Scotland       | 2–3      | Nga                                                     |
| -------------- | -------- | ------------------------------------------------------- |
| Hamill 3', 13' | Chi tiết | Kurochkina 4' · Mokshanova 32' (ph.đ.) · Barbashina 76' |

| Slovenia | 0–3      | Ukraina                              |
| -------- | -------- | ------------------------------------ |
|          | Chi tiết | Apanaschenko 27', 41' · Lyshafay 54' |

| Tây Ban Nha | 0–2      | Hà Lan                       |
| ----------- | -------- | ---------------------------- |
|             | Chi tiết | Stevens 49' · Van De Ven 84' |

### Lượt về
| Iceland                                | 3–0      | Cộng hòa Ireland |
| -------------------------------------- | -------- | ---------------- |
| Lárusdóttir 23' 69' · Viðarsdóttir 60' | Chi tiết |                  |

Iceland thắng với tổng tỉ số 4-1
| Ý                              | 2–1      | Cộng hòa Séc |
| ------------------------------ | -------- | ------------ |
| Zorri 32' (ph.đ.) · Panico 40' | Chi tiết | Ščasná 67'   |

Ý thắng với tổng tỉ số 3-1
| Nga              | 1–2      | Scotland       |
| ---------------- | -------- | -------------- |
| Dieke 20' (l.n.) | Chi tiết | Hamill 64' 85' |

Tổng tỉ số 4-4; Nga thắng nhờ luật bàn thắng sân khách
| Hà Lan          | 2–0      | Tây Ban Nha |
| --------------- | -------- | ----------- |
| Stevens 37' 56' | Chi tiết |             |

Hà Lan thắng với tổng tỉ số 4-0
| Ukraina                      | 2–0      | Slovenia |
| ---------------------------- | -------- | -------- |
| Djatel 3' · Apanaschenko 71' | Chi tiết |          |

Ukraina thắng với tổng tỉ số 5-0

## Cầu thủ ghi bàn hàng đầu
| Hạng | Tên                       | Số bàn | Số phút thi đấu |
| ---- | ------------------------- | ------ | --------------- |
| 1    | Margrét Lára Viðarsdóttir | 12     | 867'            |
| 2    | Natalia Mokshanova        | 11     | 798'            |
| 3    | Merete Pedersen           | 10     | 702'            |
| 4    | Solveig Gulbrandsen       | 9      | 680'            |
| 4    | Kerstin Garefrekes        | 9      | 720'            |
| 6    | Victoria Svensson         | 8      | 349'            |
| 7    | Maiken Pape               | 7      | 615'            |
| 7    | Julie Fleeting            | 7      | 690'            |
| 7    | Manon Melis               | 7      | 692'            |
| 7    | Mateja Zver               | 7      | 802'            |
| 7    | Patrizia Panico           | 7      | 900'            |